# Thanatus arcticus
Thanatus arcticus là một loài nhện trong họ Philodromidae.
Loài này thuộc chi Thanatus. Thanatus arcticus được Tord Tamerlan Teodor Thorell miêu tả năm 1872.